# Prag electoral
Pragul electoral este numărul minim de voturi pe care un candidat sau un partid politic trebuie să îl obțină pentru a deveni îndreptățit la reprezentare sau la obținerea unor locuri suplimentare în legislativ.
Acest prag poate funcționa în mai multe moduri:
- În sistemele de reprezentare proporțională pe listă de partid, un prag electoral necesită ca un partid să primească un procent minim de voturi (de exemplu, 5%), fie la nivel național, fie într-un anumit district electoral, pentru a obține locuri în legislativ.
- În sistemul de vot transferabil unic, pragul electoral este denumit cotă și poate fi obținut prin primirea voturilor de primă alegere sau printr-o combinație de voturi de primă alegere și voturi transferate de la alți candidați, pe baza preferințelor alegătorilor.
- În sistemele mixte de membri proporționali, pragul electoral determină care partide sunt eligibile pentru locuri suplimentare în camera legislativă. Unele sisteme permit unui partid să păstreze locurile câștigate în districtele electorale, chiar dacă nu a îndeplinit pragul național; în unele dintre aceste sisteme, locurile suplimentare sunt alocate partidelor care nu ating pragul electoral, dar care au câștigat cel puțin un loc de district sau au îndeplinit alte condiții minime.

Pragul electoral este o barieră de acces pentru partidele politice în competiția politică. Efectul acestuia este de a nega reprezentarea micilor partide sau de a le forța să se alăture unor coaliții pentru un sistem electoral mai stabil, prin excluderea partidelor marginale.

## Recomandări pentru pragurile electorale
Adunarea Parlamentară a Consiliului Europei recomandă un prag electoral de maximum trei procente pentru alegerile parlamentare.
Pentru votul transferabil unic, pentru a asigura reprezentarea partidelor care obțin aproximativ zece procente din voturi sau mai mult, John M. Carey și Simon Hix recomandă o mărime a districtului de aproximativ șase sau mai mult.

## Hartă a pragurilor electorale
Unele țări pot avea reguli suplimentare.
Legendă:
- <1%
- ≥1%, <2%
- ≥2%, <3%
- ≥3%, <4%
- ≥4%, <5%
- ≥5%, <6%
- ≥6%, <7%
- ≥7%
- Fiecare cameră are prag electoral diferit.